# العندليب (فلم 2021)
العندليب (بالإنجليزية: The Nightingale) فيلم دراما أمريكي من إخراج ميلاني لوران، من بطولة الشقيقتين فانينغ داكوتا وإيلي. يستند الفيلم إلى رواية كريستين هانا لعام 2015، والتي تحمل نفس العنوان، وتم ترجمتها إلى 45 لغة، وبيع منها 3.5 مليون نسخة في الولايات المتحدة وحدها وأصبح رقم 1 في صحيفة نيويورك تايمز الأكثر مبيعًا لما مجموعه 114 أسبوعًا في القائمة.  تدور أحداثها حول شقيقتين بلغتا سن الرشد في فرنسا عشية الحرب العالمية الثانية وكفاحهم من أجل البقاء ومقاومة الاحتلال الألماني لفرنسا، وشجاعة النساء من المقاومة الفرنسية اللواتي ساعدن في إسقاط طيارين الحلفاء على الهروب من الأراضي التي احتلها النازيون.
قررت شركة سوني إصدار الفيلم في في 22 ديسمبر 2021.

## ملخص أحداث الفيلم
تعيش شقيقتان في فرنسا في بداية الحرب العالمية الثانية. الأخت الكبرى، فيان مورياك، تودع زوجها الذي يرحل للقتال في الحرب، وتصبح فيان هي وابنتها سجينتين في منزلهما بعد أن استولت عليه القوات الألمانية، وتواجه فيان خيارات مستحيلة لإنقاذ أسرتها. الشقيقة الصغرى، إيزابيل، فتاة تبلغ من العمر 18 عامًا تقع في حب شاب يخونها في النهاية. تنضم إيزابيل إلى المقاومة وتبدأ في المخاطرة بحياتها لإنقاذ الآخرين.

## الإنتاج
امتلكت شركة تراي ستار كتاب «العندليب» في مارس 2015، وقامت بتعيين آن بيكوك لكتابة السيناريو وإليزابيث كانتيلون للإنتاج، وفي 11 أغسطس 2016، عينت ميشيل ماكلارين للإخراج وإعادة الكتابة مع جون سايلز، لكن ماكلارين غادر المشروع قبل إتمام الإنتاج. وقعت ميلاني لوران في ديسمبر 2019، لإخراج الفيلم، كما تقرر أن تشارك داكوتا فانينغ وإيلي فانينغ في دور الأختين مورياك. بدأ التصوير الرئيسي في 26 أكتوبر 2020، في بودابست، المجر ولوس أنجلوس، كاليفورنيا.
تقول الممثلة إيل فانينغ إنها أرادت العمل مع أختها داكوتا منذ فترة طويلة وهي سعيدة لأن ذلك يحدث أخيرًا مع فيلمهم «العندليب»، وقالت: «أختك تعرفك أكثر من أي شخص آخر. يمكنها شم أي شيء منك، يمكنها الضغط على الأزرار أكثر من أي شخص آخر. يبدو الأمر كما لو أن هذه الديناميكية خاصة وفريدة من نوعها، فأنت عائلة أكثر من أي شخص آخر. هذا هو الأقرب، إنها أقرب شخص لي.. الكتاب يستكشف تلك العلاقة حقًا، لقد أسيء فهم العلاقة بين الأختين قليلاً في الكتاب ولكن لا يزال لدينا هذا الأساس. لن نضطر إلى العمل بجد من أجل ذلك».
الفيلم يجمع شمل إيلي فانينغ والمخرج ميلاني لوران. عمل الاثنان معًا في فيلم «جلفستون Galveston» وهو الفيلم الأول للمخرجة ميلاني عام 2018. كانت شركة تراي ستار قد رشحت ميشيل ماكلارين مخرج المسلسل الأمريكي الشهير «بريكينج باد Breaking Bad» لإخراج «العندليب» في عام 2016، لكن تغير الرأي للاتفاق مع ميلاني.

## الإصدار
قررت شركة تراي ستار إصدار الفيلم في 10 أغسطس 2018، وتأخر ليصادف جائحة كوفيد 19، وتلغي الشركة المشروع بالكامل، ثم تعلن الشركة في أبريل 2020 عن إصدار الفيلم في آخر عام 2021.

## وصلات خارجية
- مقالات تستعمل روابط فنية بلا صلة مع ويكي بيانات